# Чумаченко Світлана Вікторівна
Світла́на Ві́кторівна Чумаче́нко — доктор технічних наук, професор, завідувач кафедри автоматизації проектування обчислювальної техніки (АПОТ) Харківського національного університету радіоелектроніки (ХНУРЕ), заступник декана факультету комп'ютерної інженерії та управління, академік Академії наук прикладної радіоелектроніки.

## Життєпис
У 1986—1991 роках навчалась у Харківському державному університеті на механіко-математичному факультеті, спеціальність — математика, тема дипломної роботи — «Тороїдальні функції і деякі їх застосування».
З 1999 року — Кандидат фізико-математичних наук (захист 24.11.1999, диплом ВАК України ДК № 006036 від 15.03.2000), Харківський державний технічний університет радіоелектроніки, спеціальність 01.04.03 — радіофізика; тема дисертації — «Стаціонарні коливання і нестаціонарні електромагнітні поля в циліндричних резонаторах складної форми». Закінчила аспірантуру при кафедрі теоретичної радіофізики Харківського національного університету ім. В. Н. Каразіна. Доцент кафедри автоматизації проектування обчислювальної техніки ХНУРЕ, атестат МОН ДЦ № 005494 від 17.10.2002.
У 2008 році — доктор технічних наук (захист 24.06.2008, диплом ВАК Україні ДД № 007283 від 28.04.2009), Харківський національний університет радіоелектроніки, спеціальність 01.05.02 — математичне моделювання та обчислювальні методи, 2008 — тема дисертації — «Моделювання нелінійних об'єктів з розподіленими параметрами на основі відтворюючих ядер». Закінчила докторантуру при Харківському національному університеті радіоелектроніки, 2002—2005. Професор кафедри автоматизації проектування обчислювальної техніки ХНУРЕ, атестат МОН 12 ПР № 007157 від 01.07.2011.

## Навчальна робота
- Харківський національний університет імені В. Н. Каразіна: викладач (підготовчий факультет для іноземних громадян), 1993—1995, 1999—2000. Міжнародний Соломонів університет: доцент, професор, 2001—2011.
- Харківський національний університет радіоелектроніки: асистент з 1999, старший викладач, доцент з 2001, професор з 2009, заступник декана факультету комп'ютерної інженерії та управління з 2005, завідувач кафедри автоматизації проектування обчислювальної техніки з 2012 року.
- Лекційні курси: для іноземних студентів підготовчого факультету — математика, інформатика, для студентів денного та заочного відділень — основи дискретної математики, спецрозділи математики, спецрозділи дискретної математики (для інтернет-технологій), основи наукових досліджень та авторське право, спецкурс керівника для магістерської підготовки.

Загальний стаж наукової та науково-педагогічної роботи 18 років.

## Наукова робота

### Наукові інтереси
- Математичне моделювання та обчислювальні методи, теорія рядів, методи дискретної оптимізації, технології тестування знань.

### Науково-дослідні теми і проекти
- Держбюджетна прикладна НДР «Енергозберігаючі інформаційні технології на основі паралельних обчислювальних процесів, бездротових систем і мереж», № ДР 0107U001540 (2007—2008, відповідальний виконавець);
- Держбюджетна фундаментальна НДР «Розділ 232-1[недоступне посилання з серпня 2019] — Моделі програмно-апаратного проектування енергозберігаючих цифрових обчислювальних систем на кристалах для моделювання і посилення функціональних можливостей людини на прикладі робототехнічного комплексу», № ДР 0109U001646 (2009—2011, відповідальний виконавець);
- Держбюджетна фундаментальна НДР «Мультипроцесорна система пошуку, розпізнавання та прийняття рішень для інформаційної комп'ютерної екосистеми[недоступне посилання з серпня 2019]» (2011—2013, відповідальний виконавець);
- Держбюджетна фундаментальна НДР «Персональний віртуальний кіберкомп'ютер та інфраструктура аналізу кіберпростору[недоступне посилання з серпня 2019]» (2012—2014, відповідальний виконавець).

### Міжнародна діяльність
Брала участь в організації міжнародних конференцій «Проектування в навчальному процесі» 26.04.2001, 15.10.2001, 17-18.10.2002 у складі оргкомітету і як доповідач.
Відповідальний секретар щорічного Міжнародного наукового симпозіуму IEEE East-West Design & Test Symposium з 2003 — по теперішній час.
Ко-менеджер Міжнародного проекту TEMPUS «Curricula Development for New Specialization: Master of Engineering in Microsystems Design 530785-TEMPUS-1-2012-1-PL-TEMPUS-JPCR [Архівовано 11 червня 2016 у Wayback Machine.]»(15.10.2012 — 14.10.2016), де бере участь кафедра АПОТ ХНУРЕ. Коротка назва проекту — «MastMST». Пріоритет — Модернізація навчальних програм.

## Публікації
Світлана Чумаченко є автором 158 публікацій, включаючи 1 монографію, зарубіжні статті, тези доповідей на міжнародних конференціях.

## Громадська та міжнародна діяльність
- Відповідальний секретар науково-технічного журналу «Радіоелектроніка та інформатика [Архівовано 9 червня 2016 у Wayback Machine.]» та міжвідомчого науково-технічного збірника «АСУ та прилади автоматики [Архівовано 9 червня 2016 у Wayback Machine.]».
- Член організаційного комітету та відповідальний секретар щорічного Міжнародного наукового симпозіуму IEEE East-West Design & Test Symposium з 2003 — по теперішній час.
- Член організаційного комітету з підготовки та проведення Всеукраїнської олімпіади з технічної діагностики (2009—2011).

## Нагороди, премії, почесні звання
- За результатами регіонального конкурсу «Кадровий резерв — нова сила України» (2002) є володарем Сертифікату III ступеня, який занесений до реєстру Кадрового резерву — бази даних найкращих фахівців регіону.
- Диплом «Найкращий лектор ХНУРЕ 2003». У складі наукового колективу є переможцем конкурсу дослідницьких проектів в області автоматизації проектування інтегральних схем від корпорації Intel (2003).
- Лауреат міського конкурсу «Молода людина року — 2003» (диплом від Міського Голови) в номінації «Наукова діяльність» (2004).
- Почесні грамоти та подяки ректора ХНУРЕ за сумлінну працю та творче ставлення до своїх обов'язків (2004, 2005, 2010).
- Лауреат стипендії ім. Г. Ф. Проскури з технічних наук від Харківської обласної державної адміністрації за значні досягнення в науці (2005).
- Відмінник освіти України (2005).[1]
- Сертифікат міжнародного визнання від IEEE Computer Society за волонтерську роботу з організації наукових симпозіумів — «IEEE Certificate of Appreciation for significant services to East-West Design & Test Symposium for over three years» (2006).
- Подяка адміністрації Дзержинського району м. Харкова за багаторічну сумлінну працю, вагомий внесок у розвиток освіти і науки, підготовку висококваліфікованих фахівців для Україні (2010).

## Інші відомості
Захоплення: спорт, подорожі, аматорське фото.